# ミルドレッド・アヴァロン
ミルドレッド・アヴァロン (Mildred Avallone) は、悠紀エンタープライズ開発の2D対戦型格闘ゲーム『アルカナハート』シリーズに登場する架空の人物。
担当声優は菊池由起子。

## キャラクター設定
各国の聖霊庁の総本山である英国聖霊庁の長官の座に17歳で就いた聖女、ミルドレッド・アヴァロン。完璧主義者である彼女は力が失われることを忌避し、自らを聖霊化させることを目論む。そして、東京上空に現れた次元の歪みを利用すべく行動を開始する。
戦闘ステージは東京上空・世界の境界。アルカナフォース時は、中央に陣により強制拡大された次元の歪みが目視できるようになり、色の階調が逆転する。

## 人物
見た目は金髪のショートヘアーの女性。17歳にしては若干大人びた顔立ちをしており、襟の張った独特のスーツを身にまとっている。
17歳で英国聖霊庁長官に登りつめただけあって、最強とも謳われるほどの高い聖霊力を有しており、その力を使って自分の地位を揺るがす相手をねじ伏せてきた。過剰すぎるほどの完璧主義者であり、ある種の独善的で身勝手な考えで自らを聖霊化することを画策し、その跡に起こる悪影響を知りつつもそれを実行に移そうとする。その力を得るために、日本聖霊庁のデータベースで「稀代の聖女」と謳われるはぁとに目をつけリーゼロッテに誘拐してくることを依頼。さらに、美凰の製造者である華明芳に対して、希少素材の提供を引き換えに協力を仰ぐ。その反面、聖霊化してしまったフィオナを不憫に思い、姉のように優しく接する態度を示す。聖霊界のフィオナ宅に度々訪れることがあるらしく、聖霊界の出入りが自由に出来る模様。
劇中では、1ラウンド目が蛹のような状態で戦い、2ラウンド目に聖霊化し、後ろ髪が伸びて服がの色がほぼ白一色になる。その伸びた後ろ髪は天使の翼のようになり、光に変えて武器としても使用する。
『アルカナハート2』においては光のアルカナに変化し、双子の姉アンジェリアの守護聖霊となり、姉妹で襲いかかってくる。また幼少時ではアンジェリア曰く泣き虫だったらしいのだが、アンジェリア編のみ彼女を諭し止める役回りを演じる。フィオナのエンディングでは、フィオナに対して彼女の苦しみを理解してやれず「辛い思いをさせて、すまなかった」と謝罪するがフィオナは「お姉さまが無事で何より」と和解できた。

## キャラクターの特徴
1ラウンド目では蛹の周辺にある2つの玉が攻撃をするのみ。本体は特に攻撃もガードもしないが、投げることはできない。また玉の攻撃は的確で、潰すのもかわすのも容易ではない。逆に、玉の攻撃は遠距離にいると着弾まで時間がかかるので、舞織や愛のアルカナ使用時のように、遠距離からまとまったダメージを与えられる相手には非常に弱い。遠距離から攻撃できない場合は、危険を覚悟の上でホーミング移動を利用して近づき、接近戦のダメージ量で押し切るしかない。
2ラウンド目では必殺技がアルカナ超必殺技と同様であるなど、技のスペックは高い。特にオリジナル同様切り返しとして強力な「消し飛べ。」、カウンターと起き攻め潰しを兼ねる「足掻け。苦しめ。絶望しろ。」、実質的な0フレーム技である「神の息吹を受けよ。」は飛び抜けて性能が良い。しかし、いかんせん通常技が一切なく、身長の高さからくらい判定も大きいため、手数で押していけば勝つことは難しくない。また、上記の3つの技以外は明確な隙や確定反撃があるため、反撃の機会も多い。そのため対処法さえ体得すれば、「神の息吹を受けよ。」を除けば理不尽な強さではないといえる。

## 技の解説
ここに記載されているのは、『1』および『FULL!』において使用する技である。光のアルカナとなった『2』以降については、アンジェリア・アヴァロンの項の当該項目を参照されたい。また、これらの技名は、エンターブレイン発行のムック『アルカナハート ハートマチック コレクション』に掲載されていたもので、技を出すときの台詞基準。

### 必殺技
必殺技は大半がアルカナ超必殺技と同様の動作となっている。
罰を与えよう。／罪を裁こう。
手を振った後に、時間差で相手の頭上→手前/相手方向へと計3発の金の雷を落とす。雷のアルカナ・ヴァンリーのアルカナ超必殺技「フェアルグ ロルグ」と同様の技。ヴァンリーと異なりボタン押しっぱなしで待機してくることはないが、セリフを言い終えた後ではミルドレッドを攻撃しても雷が出てしまうため、早期に潰せない場合は受けに回るハメになる。
贖罪せよ、貴様の命で。
ミルドレッド自身の周囲に複数の金の雷を落とす。雷のアルカナ・ヴァンリーのアルカナ超必殺技「エムローン エナッド」と同様の技。周囲全体をカバーするものの、技前と技後に隙がある。
消し飛べ。
ミルドレッド自身が金色の爆発を起こす。火のアルカナ・ランゴンのアルカナ超必殺技「轟天焦」と同様の技。発生が速く無敵時間もあり、さらにガード後の隙も少ないため連発されると厄介である。
足掻け。苦しめ。絶望しろ。
相手を金色の水で包み、破裂させるとともに吹き飛ばす。水のアルカナ・ニプトラのアルカナ超必殺技「ニトルム」と同様の技。無敵判定付きの1フレーム投げであり、迂闊な起き攻めはこの技で潰されてしまう。
運命は変えられん。
相手の周囲全方向に合わせて8本の金の剣を生み出し、中心部の相手目掛けて突撃させる。鋼のアルカナ・オレイカルコスのアルカナ超必殺技「ディカイオーシス」と同様の技。オレイカルコスでの「エピドシス」2回掛け後(=Lv.3)のものに相当するためヒット数が非常に多く、ガード時にも体力を削られる。
灰に還れ。
指先から金色のビームを放つ。愛のアルカナ・パルティニアスのアルカナ超必殺技「ウラニオ トクソ」と同様の技。ミルドレッドの身長の高さが災いし、座高の高いきら以外はしゃがむだけで回避できる。
塵と消えよ。
指先から金色のブーメラン上の飛び道具を連発する。風のアルカナ・テンペスタスのアルカナ超必殺技「ファルクス」と同様の技。この技も「灰に還れ。」同様、きら以外はしゃがむだけで一切当たらない。
耐えてみろ。
手先から金色の蔦を伸ばし、相手を拘束しつつエネルギーを奪う。樹のアルカナ・モリオモトのアルカナ超必殺技「養分吸収」と同様の技。これもきら以外はしゃがみだけで回避可能である。
死に絶えろ。
手を振るうとともに、地面から金色の怪物が飛び出し、真上方向に噛み付く。闇のアルカナ・ギーァのアルカナ必殺技「シェーレ」と同様の技。ただし、ギーァと異なり出現位置は影ではなく、画面内の特定位置（画面左端・右端・中央左寄り・中央右寄り）で固定されている。
フン……。
ミルドレッドの背後に光の渦が現れ、その中に消えた後に別の場所に現れる光の渦から出てくる瞬間移動技。魔のアルカナ・ディウー・モールのアルカナ必殺技「デシリュール」と同様の技。主にプレイヤーキャラクターと距離をとるために使う。
無駄だ。
バックステップ中に残像が現れ、残像がある間は自身に代わって相手の攻撃をくらってくれる。時のアルカナ・アヌトゥパーダの属性効果「塵染の意」と同様の性能。残像に攻撃を当ててもヒットストップがかかってしまう。
邪魔だ。
前方ダッシュ中に常時ガードポイントがつく。土のアルカナ・オホツチの属性効果「岩戸」と同様の性能。

### 超必殺技
神の息吹を受けよ。
ミルドレッドの技中で唯一、アルカナ必殺技からの流用でないオリジナル技。発動とともに画面外を越えて上空へ飛んでいき、地面に向かって無数の光線を放つ。高威力かつ実質的に発生0フレームであり、暗転前にガードしないと防げないため非常に強力である。

## その他
- 年齢は17歳なのだが、他のキャラクターより大人びたルックスのせいで「ばばぁ」などとプレイヤー達から呼ばれてしまい、不憫な扱いを受ける（そもそも17歳で年寄りとなってしまえば、格闘ゲームプレイヤーや殆どのキャラクターは老人になってしまう）。ただし、華明芳は18歳であり、神依はアヌトゥパーダの力で年老いておらず（応仁年間に生まれと本人は語る）、『2』以降はエルザやクラリーチェの様にミルドレッドよりも年上と推測できる設定のキャラクターが登場して、本人も聖霊化して成長は停滞した事を考えれば、「最年長」の見解は間違っている。また攻略ムックには「ババァとか言うな」と言うコメントがある。
- 『Full』までの登場キャラクター中、唯一プレイヤーが使用することは出来ない。他の格闘ゲームは家庭用でボスキャラクターが使用できるようになることが多いことから使用できるようになることが期待されていたが、家庭用でもCPU専用キャラクターのままであった。
- ドラマCDの『はーとふるシチュエーション えぴそーど2』では、幼い頃に生き別れた双子の姉アンジェリアが居ることを語っている。アンジェリアは幼い状態で現状のミルドレッドを上回る聖霊力を持ち、自ら薦んで聖霊界に行ってしまった。アンジェリアを探す目的で英国聖霊庁に入ったことを語っていた。
- ミルドレッドとアンジェリアは両親のことは知らない。これは2人が物心付いた頃にはダラム郊外にある教会系の孤児院で暮らしていたためである。その頃の彼女は「泣き虫ミリー」と呼ばれていて、いつもアンジェリアを見失わないように付いていくようにしていた。そして、アンジェリアが彼女をおいて聖霊界に行ってしまったことがきっかけで、ミルドレッドの聖女としての能力が目覚めたとされている。ちなみに、この両親の生死は現在も不明のままであるが、エンターブレイン発行のムック『アルカナハート2 ライトパート ハートマチック コンプレーション』に載っているアンジェリアのショートストーリーの中には「両親に会いたいか」というアンジェリアの問いに対し「会いたくない」と即答している描写がある。